# Ganj-i Dareh

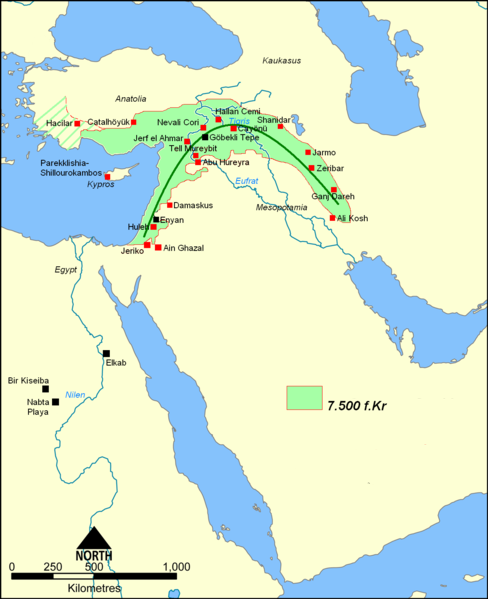
Mapa do Crescente Fértil com indicação de Ganj-i Dareh no extremo oriental

Ganj-i Dareh ou mais completamente Ganj-i Dareh Tepe, é uma estação arqueológica do Neolítico, situada no Irão, num planalto de Kirmanshah, perto da fronteira com o Iraque. Foi escavada desde a década de 1960 por Philip E.L. Smith e T. Cuyler Young jr, das universidades de Montreal e Toronto, Canadá. O lugar testemunha os restos mais antigos da domesticação dos animais, do proto-urbanismo e da cerâmica.

## Localização
Ganj-i Dareh está localizada num planalto de cerca de 1300 a 1400 m de altitude, na cadeia dos Montes Zagros, a leste do rio Kirmanshah. A sua localização é estratégica nas rotas que ligam o grande planalto do Irão à Mesopotâmia e Iraque, pelo que juntamente com outras estações neolíticas próximas, como Tepe Asyab, sita a altitude semelhante, pôde jogar um papel essencial na difusão das novas técnicas neolíticas.

## Características
O lugar foi habitado pela primeira vez por volta de 10000 a.C.. O sítio tem cinco níveis arqueológicos. Porém, datas obtidas pelo método de carbono 14 fornecem uma antiguidade de 8700 +- 150 anos. Esta datação dá-lhe um papel de primazia entre os pioneiros na adoção do neolítico, a um nível semelhante ao de Zawi Chemi e Xanidar.

### E: nível mais antigo
O nível mais antigo, Ganj-i Dareh E, é um acampamento temporal de pastores transumantes, o que constitui um testemunho importantíssimo sobre os primeiros ensaios da domesticação de animais. É neste lugar que se atestam os primeiros restos de caprinos domesticados. 

### D: 2º nível mais antigo
O nível D (datável no derradeiro quarto do IX milénio, ou seja, entre 8250 a.C. e 8000 a.C., mostra o aparecimento de uma localidade, ou seja, uma aldeia, de carácter permanente. As casas eram construídas com adobes ou tijolos crus.

### Resto dos níveis
Os períodos seguintes fornecem restos de cerâmica que está entre a mais antiga conhecida, ainda que a sua cozedura seja ainda imperfeita.

## Para a escrita
Ganj-i Dareh, como qualquer outro dos mais antigos achados neolíticos, forneceu em abundância fichas de argila, que segundo afirma a arqueóloga francesa Denise Schmand-Besserat, são o antecedente mais antigo da posterior escrita cuneiforme. Estas fichas, feitas de barro, e perfuradas, mostram tipos geométricos muito diversos; os básicos são quatro: esferas, discos, cones e cilindros, mas junto a esses aparecem outros: triângulos, ovoides, retângulos, animais esquematizados, etc., e que às vezes mesmo apresentam incisões e perfurações. Ainda não bem identificados pelos escavadores, segundo afirmou a investigadora francesa, seriam usados para levar registos diversos na forma de colares (ou como os nós dos quipus incas). As formas de tais fichas de argila foram o modelo para os perfis incisos da escrita cuneiforme primitiva. 